# Иван Иванович (царевич)
Ива́н Ива́нович  (Иоа́нн Иоа́ннович; 28 марта 1554 — 19 ноября 1581, Александровская слобода) — царевич, сын Ивана IV Грозного и Анастасии Романовны.

## Биография
Родился 28 марта 1554 года, с его рождением связано возникновение в царской семье обычая писать мерные иконы царевичей. Его крестил царский духовник священник Андрей, впоследствии митрополит Московский Афанасий.

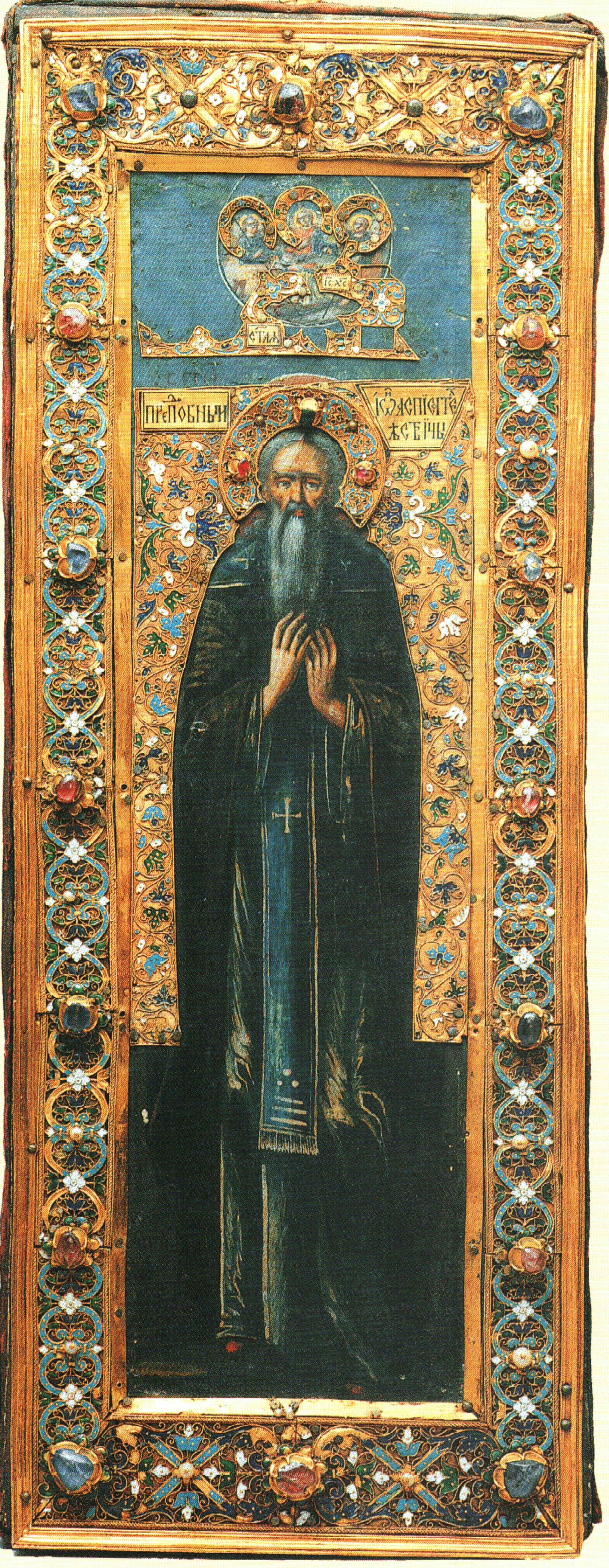
«Иоанн Лествичник». Мерная икона царевича Ивана. Мастерские Московского Кремля. 1554
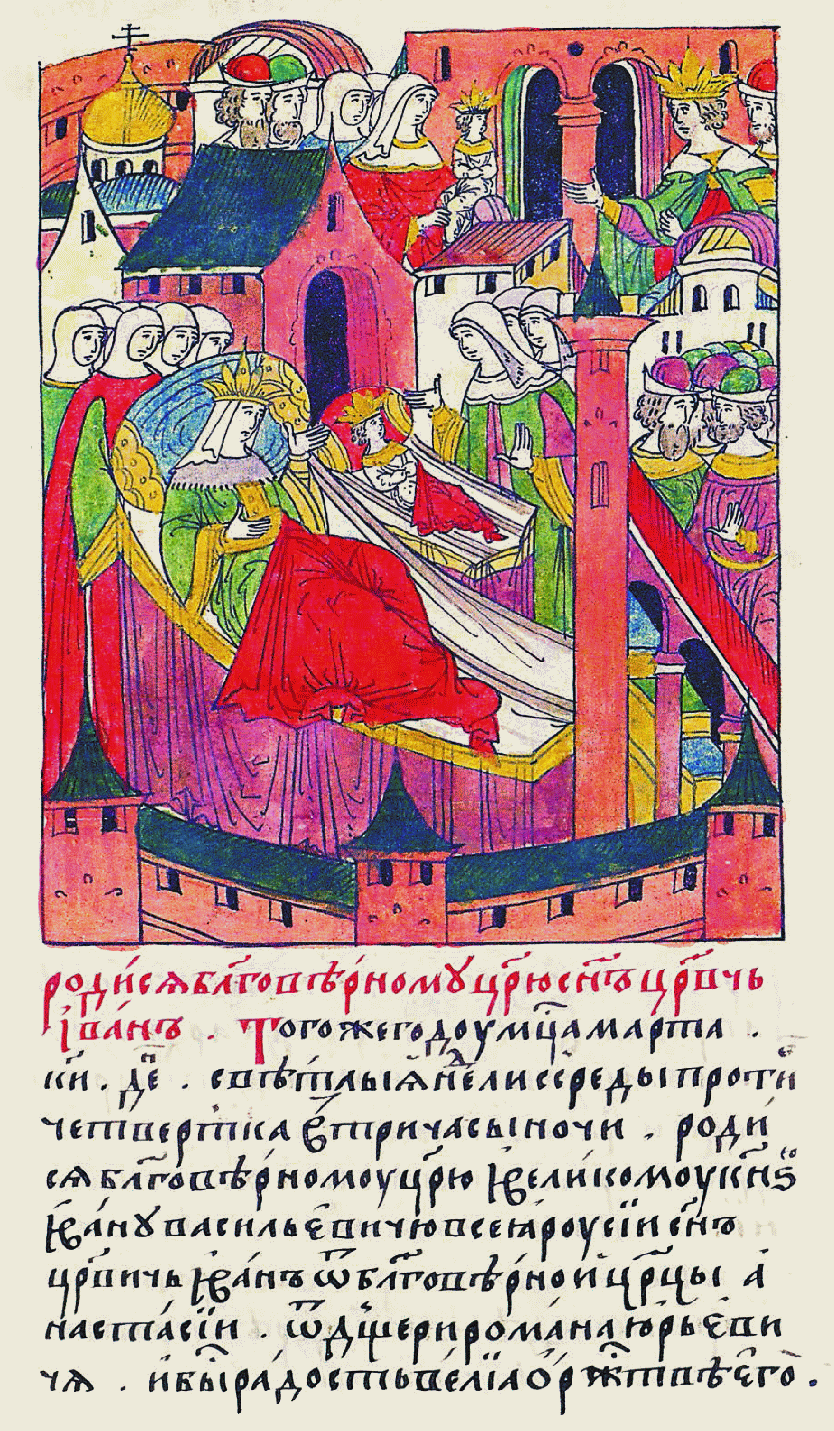
Рождение царевича Ивана, «Лицевой летописный свод»
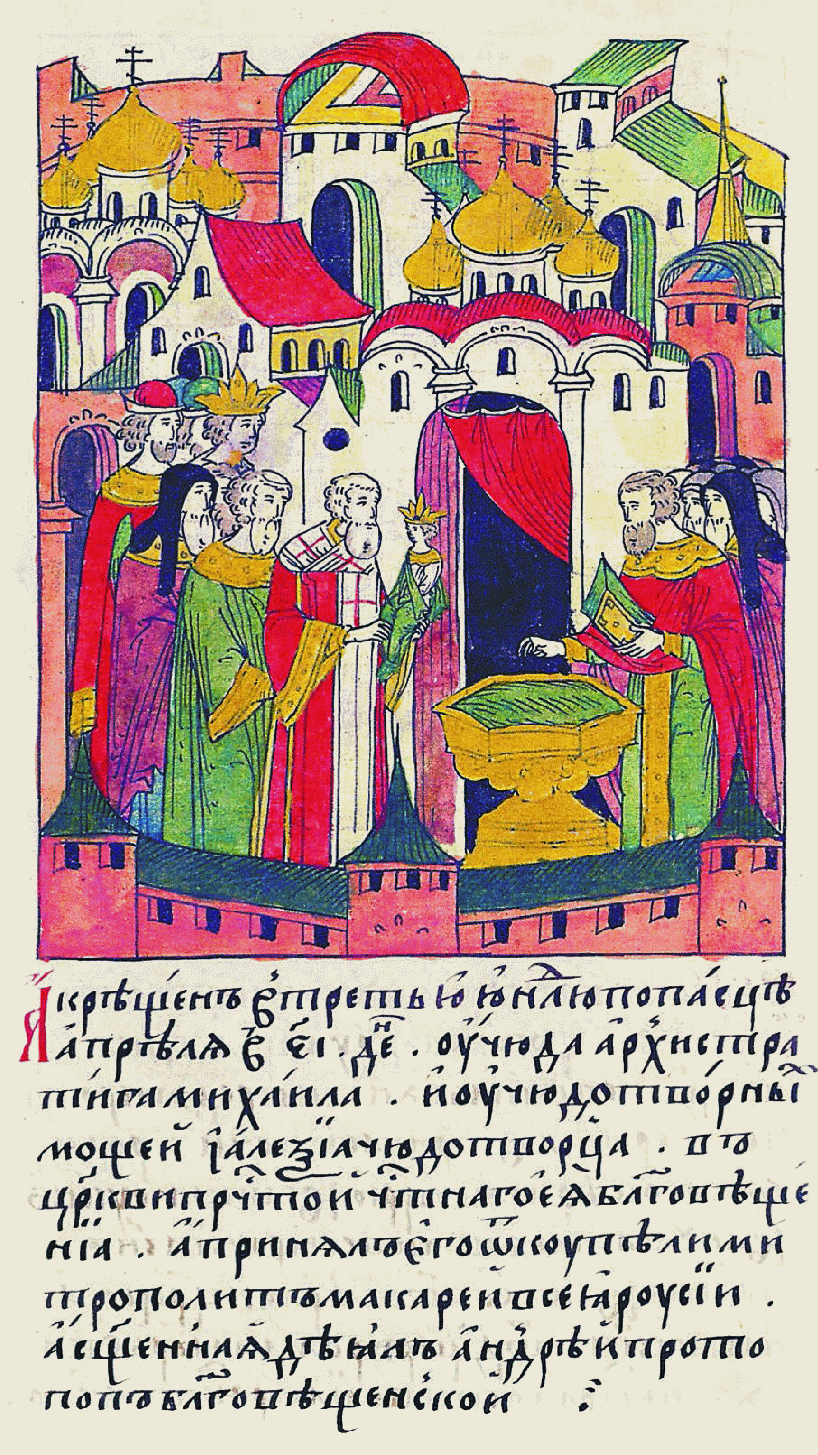
Крещение царевича. Миниатюра Лицевого летописного свода
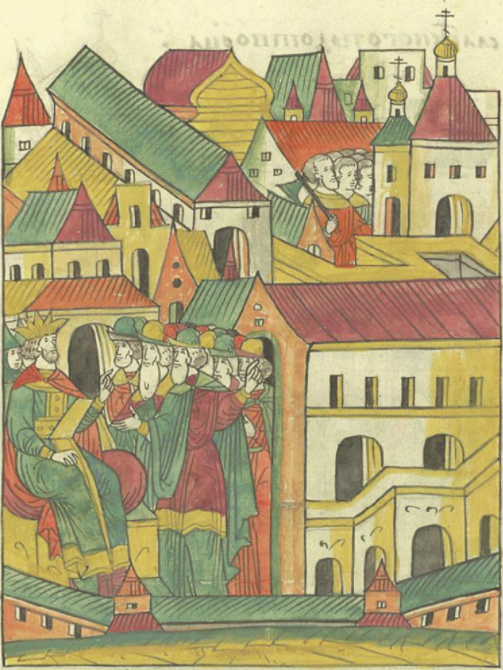
Иван IV велит сыновьям Ивану и Фёдору построить двор на Взрубе в память о царице Анастасии

Новорожденный получил «отче имя» Иван, но — согласно системе именования у Рюриковичей — его покровителем был святой Иоанн Лествичник, а не Иоанн Предтеча, как у отца. Прямое имя царевича неизвестно, однако на панагии, принадлежавшей его крестному отцу митрополиту Макарию, на лицевой стороне был изображен тезоименитный крестнику Иоанн Лествичник, а на обратной стороне — святые Марк Арефусийский и Кирилл Диакон — святые покровители его точного дня рождения.
В 1557 году в честь Иоанна Лествичника, покровителя ребёнка, была освящена церковь, на мероприятии присутствовали царь с царицей и сам Иван Иванович. (После смерти царевича Иван Грозный отдает распоряжение о строительстве придела Иоанна Лествичника в фамильной усыпальнице — Архангельском соборе).
В 1572 году Иван Иванович получил от отца земли Черкизова. Царевич сопровождал отца в походах, принимал участие в правлении, приёмах послов, казнях, но никакой политической роли не играл. В 1574—1575 вслед за отцом предлагался некоторыми представителями православной западно-русской шляхты как кандидат на польскую корону — в целях совместной борьбы Речи Посполитой и Русского Царства против турок и крымских татар. Но, в целом, шляхта предпочла кандидатуру венгра Стефана Батория, поддержанного Турцией.
В 1579 году царевич написал житие, службу и похвальное слово святому Антонию Сийскому (в год его канонизации). Его текст представлял собой риторическую переделку жития, написанного иноком Ионой, музыка была сочинена царевичем. Центральная часть «Похвального слова» имеет акафистную форму, в нём содержится множество риторических фигур, цитат из Библии и отцов церкви. В отличие от Ивана Грозного, в своих произведениях часто нарушавшего литературные каноны, царевич старательно следует нормам, принятым в тогдашней русской литературе. В Житии преподобного Антония и в «Похвальном слове» Иван Иванович осмысляет Русь как «остров святых» — православную землю, окружённую враждебными православию странами.

### Браки
Женат был три раза:
1. Евдокия Сабурова (1571—1572),

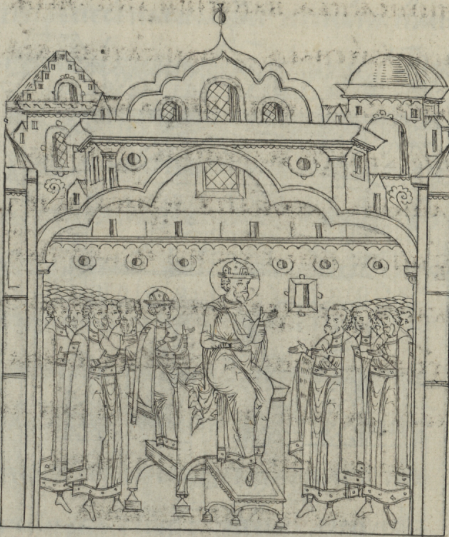
Царь Иван IV на престоле с сыном царевичем Иваном

2. Феодосия Соловая (1575—1579), обе пострижены в монастырь из-за бездетности по приказу отца, хотя «сын об этом сокрушался»[10].
3. Елена Шереметева (1581)[11].

Приближаясь уже к совершенному возрасту, достигнув без трёх тридцати лет своей жизни, он по воле отца был уже в третьем браке, и такая частая перемена его жён случалась не потому, что они умирали в зрелом возрасте, но из-за гнева на них их свекра, — они им были пострижены
— Временник дьяка Ивана Тимофеева

### Смерть
В 1581 году Иван Грозный в письме Н. Р. Захарьину-Юрьеву и А. Я. Щелкалову написал, что не сможет приехать в Москву из-за болезни сына:

... которого вы дня от Нас поехали и того дни Иван сын разнемогся и нынече конечно болен и что есма с вами приговорили, что было Нам ехати к Москве в середу заговевши и нынече Нам для сыновни Ивановы немочи ехати в середу нельзя... а Нам докудова Бог помилует Ивана сына ехати отсюда невозможно.
О смерти царевича Ивана Ивановича сообщается во многих русских летописях. Так, Московский летописец информирует: «И в том году [7090] преставися царевичь Иван Ивановичь всеа Русии». Псковская I летопись: «Того же году преставися царевичь Иван Ивановичь, в Слободе». Пискарёвский летописец не только информирует о смерти царевича, но и указывает время этого события: «В 12 час нощи». О причинах смерти в этих источниках ничего не говорится. По наиболее известной версии, царевич был смертельно ранен отцом во время ссоры в Александровской слободе в ноябре 1581 года (согласно распространённой точке зрения, ссора произошла 14 ноября, а царевич умер 19 ноября, но ряд источников даёт другие даты). К примеру, Мазуринский летописец сообщает:

Лета 7089-го государь царь и великий князь Иван Васильевич сына своего большаго, царевича князя Ивана Ивановича, мудрым смыслом и благодатию сияющаго, аки несозрелый грезн дебелым воздухом оттресе и от ветви жития отторгну осном своим, о нем же глаголаху, яко от отца своего ярости приняти ему болезнь, и от болезни же и смерть.

Временник дьяка Ивана Тимофеева содержит следующие сведения о смерти царевича: «Некоторые говорят, что жизнь его угасла от удара руки отца за то, что он хотел удержать отца от некоторого неблаговидного поступка».
Француз на русской службе Жак Маржерет писал: «Ходит слух, что старшего (сына) он (царь) убил своей собственной рукой, что произошло иначе, так как, хотя он и ударил его концом жезла… и он был ранен ударом, но умер он не от этого, а некоторое время спустя, в путешествии на богомолье».
Следующую версию излагал папский легат Антонио Поссевино: в ноябре 1581 года в Александровской слободе Иван Грозный застал свою невестку Елену, лежащей на скамье в одной исподней одежде.

Третья жена сына Ивана как-то лежала на скамье, одетая в нижнее платье, так как была беременна и не думала, что к ней кто-нибудь войдет. Неожиданно её посетил великий князь московский. Она тотчас поднялась ему навстречу, но его уже невозможно было успокоить. Князь ударил её по лицу, а затем так избил своим посохом, бывшим при нём, что на следующую ночь она выкинула мальчика.
В это время к отцу вбежал сын Иван и стал просить не избивать его супруги, но этим только обратил на себя гнев и удары отца. Он был очень тяжело ранен в голову, почти в висок, этим же самым посохом. Перед этим в гневе на отца сын горячо укорял его в следующих словах:
«Ты мою первую жену без всякой причины заточил в монастырь, то же самое сделал со второй женой и вот теперь избиваешь третью, чтобы погубить сына, которого она носит во чреве». Ранив сына, отец тотчас предался глубокой скорби и немедленно вызвал из Москвы лекарей и Андрея Щелкалова с Никитой Романовичем, чтобы всё иметь под рукой. На пятый день сын умер и был перенесен в Москву при всеобщей скорби.
— Антонио Поссевино, «Исторические сочинения о России»
Исаак Масса отзывался об этом трагическом событии менее категорично: «Иван умертвил или потерял своего сына», что, однако, свидетельствует о действительно ходивших слухах. Наконец, Псковская I летопись, утверждающая (тоже на основании слухов), что царь «остием поколол» своего сына из-за того, что тот «ему учал говорити о выручении града Пскова», относит эту ссору к 1580 году и никак не связывает её с гибелью царевича.

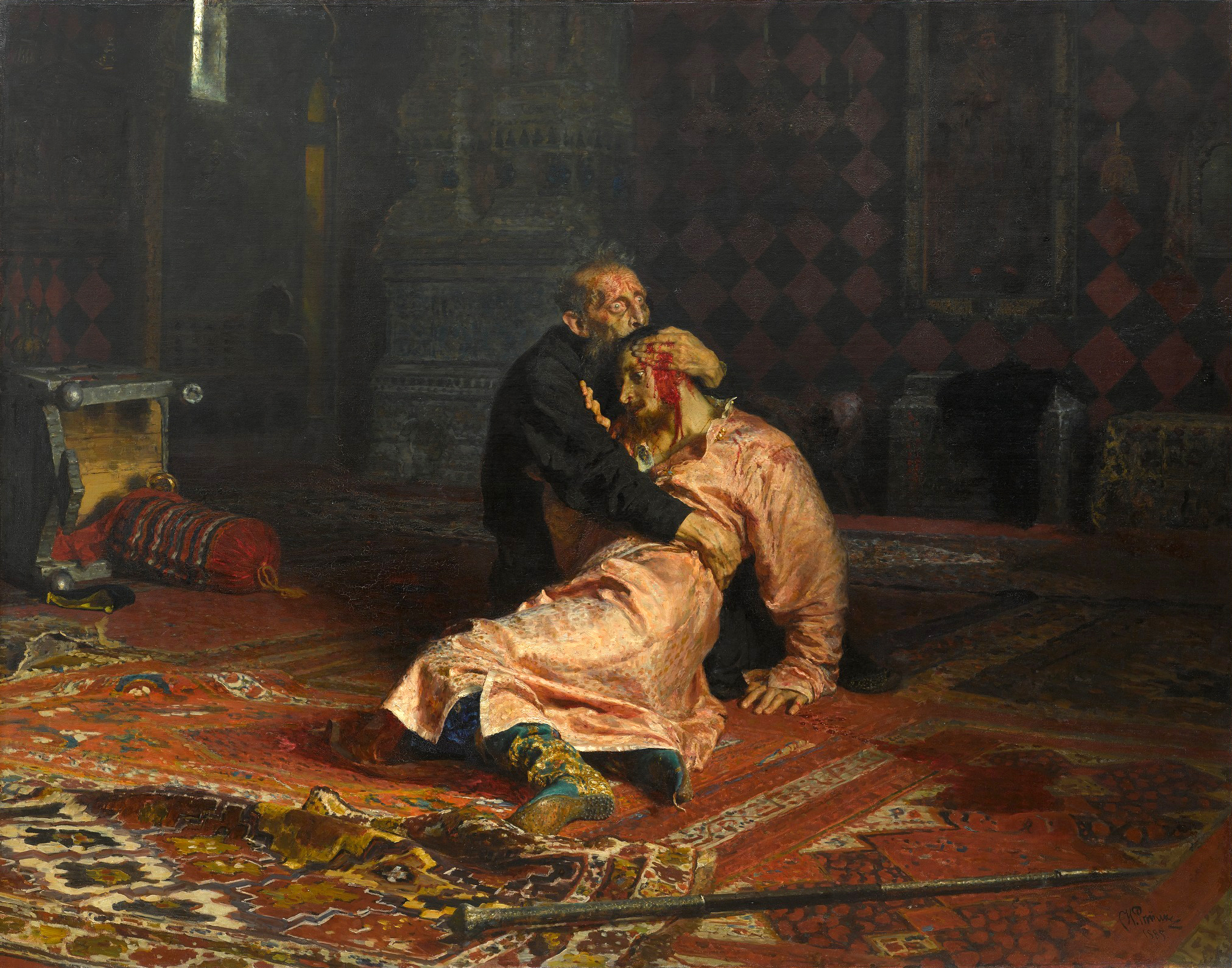
И. Е. Репин. «Иван Грозный и сын его Иван 16 ноября 1581 года». 1885. Государственная Третьяковская галерея. Москва

Версию о смерти в результате удара жезлом отца приняли в своё время российский историк князь Михаил Михаилович Щербатов, Николай Карамзин и другие известные русские историки. Однако среди них не было единства относительно непосредственных обстоятельств конфликта Ивана с отцом. Так, Карамзин излагает следующую версию как единственно достоверную : 

Во время переговоров о мире, страдая за Россию, читая горесть и на лицах Бояр — слыша, может быть, и всеобщий ропот — Царевич исполнился ревности благородной, пришел к отцу и требовал, чтобы он послал его с войском изгнать неприятеля, освободить Псков, восстановить честь России. Иоанн в волнении гнева закричал: «Мятежник! ты вместе с Боярами хочешь свергнуть меня с престола!» и поднял руку. Борис Годунов хотел удержать ее: Царь дал ему несколько ран острым жезлом своим и сильно ударил им Царевича в голову. Сей несчастный упал, обливаясь кровию. Тут исчезла ярость Иоаннова. Побледнев от ужаса, в трепете, в исступлении он воскликнул: «Я убил сына!» и кинулся обнимать, целовать его; удерживал кровь, текущую из глубокой язвы; плакал, рыдал, звал лекарей; молил Бога о милосердии, сына о прощении.
Опираясь на труд Карамзина, И. Е. Репин создал свою хрестоматийную картину «Иван Грозный и сын его Иван 16 ноября 1581 года».
Щербатов, рассматривая разные версии смерти Ивана Ивановича, считает версию Поссевино наиболее вероятной, а Ключевский излагает ее как единственно достоверную. В 1903 году академик Н. П. Лихачев сделал вывод, что царевич Иоанн скончался в Александровской слободе после 11-дневной болезни, казавшейся поначалу не опасной.

#### Экспертиза

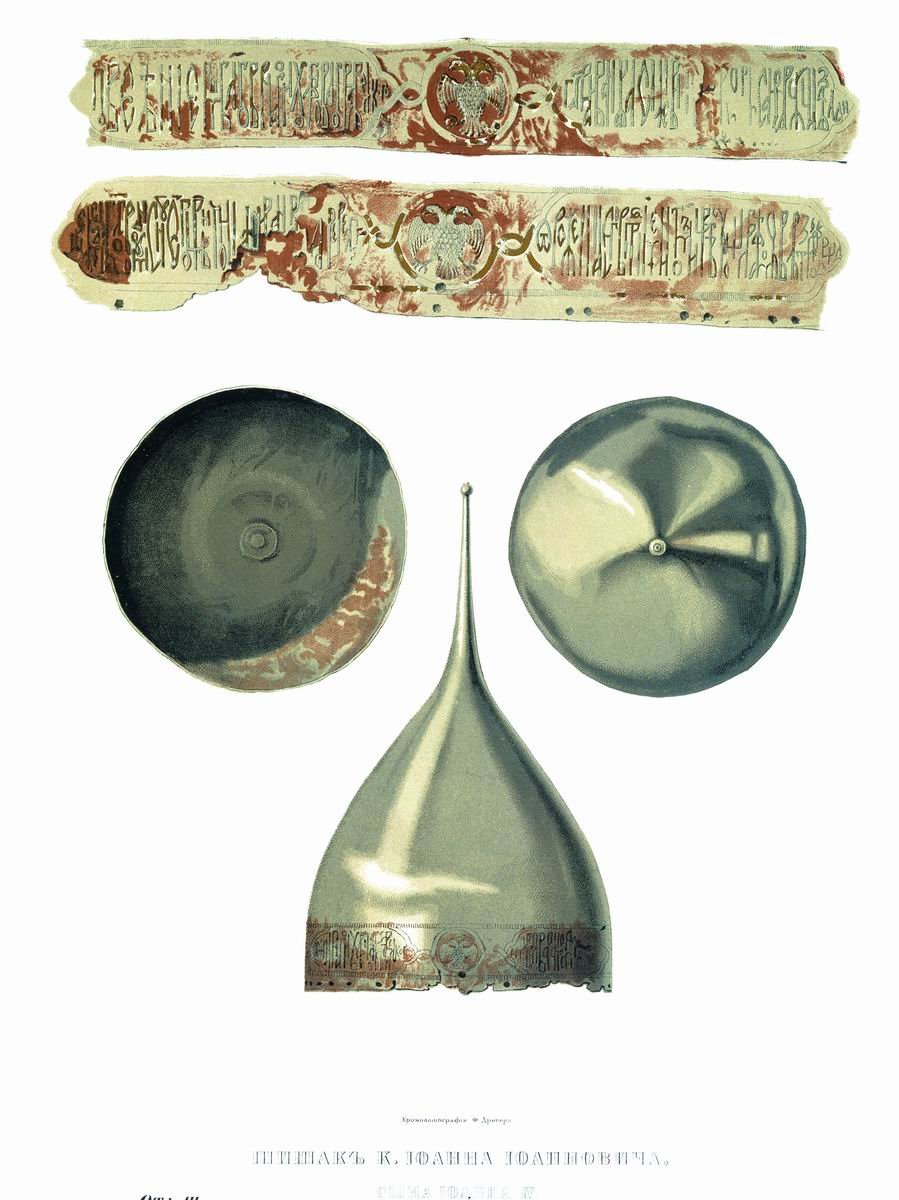
«Шолом железной стальной, венец наведен золотом, по нарезке по мишеням слова наведены золотом, подпись делана, по повелению Блаженные памяти Государя Царя и Великаго Князя Иоанна Васильевича всея Русии, сыну его Благоверному Царевичу Иоанну Иоанновичу; меж мишеней четыре круги наведены золотом по нарезке, в них два орлика, да по два левика, подвершец наведен золотом травы чеадайские».

В 1963 году в Архангельском соборе Московского Кремля было произведено вскрытие гробниц царя Ивана Васильевича и царевича Ивана Ивановича. Последовавшие достоверные исследования, медико-химические и медико-криминалистические экспертизы останков царевича показали, что в 32 раза превышено допустимое содержание ртути, в несколько раз мышьяка и свинца. Главный археолог Кремля, доктор исторических наук Т. Д. Панова пишет: «… с чем связано такое повышенное содержание (мягко говоря) ртути, мышьяка, да и свинца — остается только гадать».
Череп, найденный при вскрытии захоронения Ивана Ивановича, был в очень плохом состоянии из-за распада костной ткани. По этой причине антрополог Михаил Герасимов, сделавший скульптурный портрет Ивана Грозного и Федора Иоанновича, не смог создать реконструкцию по черепу царевича Ивана.

#### Общественная дискуссия по поводу смерти царевича Ивана
История о том, что царевич был убит собственным отцом, подвергается постоянной критике. Во время Российской империи — как наносящая ущерб репутации носителю царской власти; в более позднее время — защитниками репутации царя Ивана IV (см. Вопрос о канонизации Ивана Грозного).
Картина «Иван Грозный и сын его Иван 16 ноября 1581 года», созданная на основании версии Карамзина, на протяжении своего существования вызывает недовольство некоторых общественных деятелей и требования снять ее с экспозиции.

### Захоронение

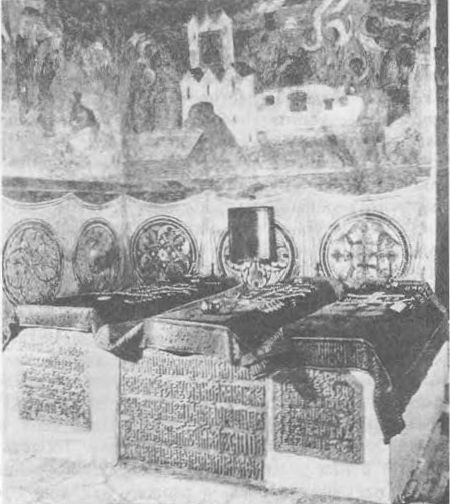

Царевич похоронен в Архангельском соборе вместе со своим отцом и братом Федором, в правой части алтаря, за иконостасом собора.
Иван Грозный «ещё при жизни приготовил себе место погребения в диаконнике Архангельского собора, превратив его в придельную церковь-капеллу. В ней впоследствии нашли упокоение сам царь и два его сына Иван Иванович и Фёдор Иванович. Фрески усыпальницы — то немногое, что сохранилось от первоначальной живописи XVI в. Здесь в нижнем ярусе представлены композиции „Прощание князя с семьёй“, „Аллегория Внезапной смерти“, „Отпевание“ и „Погребение“, составляющие единый цикл. Он был призван напоминать самодержцу о нелицемерном суде, о тщете мирской суеты, о непрестанном памятовании смерти, не разбирающей „есть ли нищ, или праведен, или господин или раб“».
Царем Михаилом Федоровичем к его гробу была вложена золотая братина с надписью: «Братина Государя Царя и Великого Князя Михаила Федоровича всея Руси Самодержца. Зделана з золото черново, которая стоит на гробу Благовернаго Царевича Князя Ивана Ивановича».

## Образ царевича Ивана в культуре
Изобразительное искусство
- Репин, Илья Ефимович — «Иван Грозный и сын его Иван 16 ноября 1581 года» (1883—1885).
- Шварц, Вячеслав Григорьевич — «Иоанн Грозный у тела убитого им сына» (1864).
- Шустов, Николай Семёнович — «Иоанн Грозный у гроба убитого им сына» (1860-е гг.).

Кино
- 1991 — «Откровение Иоанна Первопечатника» (исполнитель роли — Евгений Редько)
- 1992 — «Гроза над Русью» (исполнитель роли — Николай Шатохин)
- 2018 — «Годунов» (исполнитель роли — Евгений Цыганов)

### Комментарии
1. ↑  Женская одежда того времени обычно состояла из двух сорочек: нижней (рубашка) и верхней (платье), и телогреи. Верхняя сорочка была одеждой чисто домашней и показываться в ней перед посторонними людьми, особенно перед мужчинами, считалось очень неприличным, так как, стянутая поясом, она подчёркивала грудь[20].